# Матвейчук, Владимир Фёдорович
Владимир Фёдорович Матвейчук (бел. Уладзімір Фёдаравіч Матвяйчук; 1950, Шумилино, Витебская область, Белорусская Советская Социалистическая Республика, СССР) — белорусский государственный деятель. Министр культуры Республики Беларусь.

## Биография
Родился в 1950 году в городском поселении Шумилино Витебской области. В 1975 году окончил Могилевский государственный педагогический институт. В 1984 году окончил Минскую высшую партийную школу. Специальность по образованию — учитель истории и обществоведения. Известно, что Владимир Матвейчук и Александр Лукашенко были однокурсниками и вместе учились в Могилевском государственном педагогическом институте.
С 1968 по 1969 годы Владимир Матвейчук работал учителем в Бараньковской средней школе, Сиротинской восьмилетней школе в Шумилинском районе. В 1969-1971 годах служил в рядах Советской Армии. С 1975 по 1979 годы — лектор Костюковичского райкома КПБ. С 1979 по 1982 годы — заведовал отделом пропаганды и агитации Хотимского райкома КПБ.
В 1984-1988 годы работал заместителем председателя Хотимского райисполкома. С 1988 года, руководил Полоцким ПТУ №233 химиков. В 1995 году пришел на ОАО "Полоцк-Стекловолокно" концерна "Белнефтехим", где до 2004 года работал директором по кадрам и идеологической работе.
С 24 марта 2004 года по 22 декабрь 2005 года Владимир Матвейчук возглавлял Национальную государственную телерадиокомпанию.
Занимал должность Министра культуры Республики Беларусь с 22 декабря 2005 по 4 июня 2009 гг.
Руководитель Секретариата союзного государства России и Беларусии.

## Семья
- Брат — Олег Фёдорович Матвейчук был начальником отдела культуры Шумилинского райисполкома[7].
- Сын брата — Руслан Олегович Матвейчук директор детской школы искусств[7].
- Супруга Руслана Олеговича — учительница начальных классов в Шумиловской средней школе №1[7].